# Карлос Марія Федерічі
Карлос Марія Федерічі (Монтевідео, 3 грудня 1941) — уругвайський письменник-фантаст, сценарист і мультиплікатор творів фантастики, детективів та жахів.

## Біографія
Карлос народився в Монтевідео в 1941 році. У віці 19 років він опублікував своє перше оповідання під назвою Секрет в журналі Mundo Uruguayo. У 1968 році він дебютував у коміксах Баррі Коул, щоденною стрічкою, де читачі повинні були знайти вбивцю. З тих пір його робота в цій галузі не припинялася і наразі вважається в Уругваї класикою коміксів і наукової фантастики.
У 1972 році він дебютував як романіст книжкою Червоний берег (видавництво «Acme», Буенос-Айрес, збірка «Растрос»), де з'являється детектив Дортерос, герой двох інших романів. Наступного року Федерічі створює «Дінкенштейна», комікс жахів, спочатку призначений для США, але який врешті-решт був опублікований і в Бельгії, Аргентині та Уругваї. У 1974 році з'явився роман Моя робота — злочин (ред. Жірон, Монтевідео), а через два роки — книга Майте собаку і відчувайте запах, опублікована в Бельгії Бернардом Гурденом.
Його літературні твори з'являються в кількох антологіях у своїй країні та за кордоном. У 1980-х видав книжки Два обличчя злочину (вид. «Universo», Мексика), Прийнятно$ — керівники Бога (вид. «Yoea», Монтевідео). У 1980 році він випустив комікс Реактивний гальвез, який був опублікований знову в 1984 році. У 1985 році він опублікував у формі серіалу в Поріг темряви, який знову з'явиться у форматі книги окремими виданнями 1990 та 1995 років (ред. Yoea, Монтевідео). Дещо пізніше з'являється Вбивця не хоче блондинок у 1991 році, Поліцейські розповіді та Метерлінк нексус у 1993 році, наступного року Прибуття до Хордори.
Його вважають одним із піонерів наукової фантастики та детективу в Уругваї. Федерічі вважає впливовими Еллері Квін, Едгара Воллеса, Рея Бредбері та Джона Діксона Карра.
У 2013 році було опубліковано антологію його коміксів під назвою Федерічі, Міжгалактичний детектив, проєкт журналіста Матіаса Кастро з оцифруванням зображень Дієго Журданом.

## Твори
- Червоний берег, 1972
- Моя робота — злочин, 1974
- Майте собаку і відчувайте запах, 1976
- Два обличчя до злочину, 1982
- Прийнятно$ - керівники Бога, 1989
- Поріг Темряви, 1990—1995
- Вбивця не хоче блондинок, 1991
- Поліцейські казки, 1993
- Нексус Метерлінка, 1993
- Досягнення Хордори, 1994

## Нагороди
- Срібна скарбничка (Мадрид, 1987)
- 1-ша Премія літературного конкурсу Мелвіна Джонса (1986)
- 1-ша Премія муніципалітету Монтевідео (1971)
- 1-ша Премія до XIII річниці газети El Popular (1970)[8]